# Dresdner Parkeisenbahn
| |                         |                                                                                  |                                                                                  |
| Kursbuchstrecke (DB): | 12249                   |                                                                                  |                                                                                  |
| Streckenlänge: | 5,6 km                  |                                                                                  |                                                                                  |
| Spurweite: | 381 mm (Liliputbahn)    |                                                                                  |                                                                                  |
| Streckengeschwindigkeit: | 20 km/h                 |                                                                                  |                                                                                  |
| Zweigleisigkeit: | Straßburger Platz – Zoo |                                                                                  |                                                                                  |
| |                         |                                                                                  |                                                                                  |
| \| \| \| \| \| \| \| \| Bf Straßburger Platz (bis 1999, früher Frohe Zukunft) \| \| \| \| \| \| \| \| \| 0,0 \| Bf Straßburger Platz (seit 2000, ehem. Hauptbahnhof an der Gläsernen Manufaktur) \| Bf Straßburger Platz (seit 2000, ehem. Hauptbahnhof an der Gläsernen Manufaktur) \| \| \| \| \| \| \| \| \| Hp Straßburger Platz (1999–2000) \| \| \| \| 1,3 \| Bf Zoo \| Bf Zoo \| \| \| \| Bahnbetriebswerk \| \| \| \| \| \| \| \| \| \| übliche Fahrtrichtungen \| \| \| \| 1,9 \| Hst Carolasee (früher Frieden) \| Hst Carolasee (früher Frieden) \| \| \| 3,8 \| Bf Palaisteich (früher Aufbau) \| Bf Palaisteich (früher Aufbau) \| \| \| \| „Kleine Runde“ \| \| \| \| 2,7 \| Bk Karcherallee (früher Einheit) \| Bk Karcherallee (früher Einheit) \| \| \| \| „Große Runde“ \| \| |                         |                                                                                  |                                                                                  |
| |                         |                                                                                  |                                                                                  |
| Bahnhof (Strecke außer Betrieb) |                         | Bf Straßburger Platz (bis 1999, früher Frohe Zukunft)                            | Bf Straßburger Platz (bis 1999, früher Frohe Zukunft)                            |
| |                         |                                                                                  |                                                                                  |
| Abzweig ehemals geradeaus und von links · Bahnhof quer | 0,0                     | Bf Straßburger Platz (seit 2000, ehem. Hauptbahnhof an der Gläsernen Manufaktur) | Bf Straßburger Platz (seit 2000, ehem. Hauptbahnhof an der Gläsernen Manufaktur) |
| |                         |                                                                                  |                                                                                  |
| ehemaliger Haltepunkt / Haltestelle |                         | Hp Straßburger Platz (1999–2000)                                                 | Hp Straßburger Platz (1999–2000)                                                 |
| Bahnhof | 1,3                     | Bf Zoo                                                                           | Bf Zoo                                                                           |
| Abzweig geradeaus und nach links · Abzweig quer und von rechts · Betriebs-/Güterbahnhof Streckenende und quer |                         | Bahnbetriebswerk                                                                 | Bahnbetriebswerk                                                                 |
| Abzweig geradeaus und nach links · Abzweig geradeaus und nach rechts |                         |                                                                                  |                                                                                  |
| Strecke · Strecke geradeaus |                         | übliche Fahrtrichtungen                                                          | übliche Fahrtrichtungen                                                          |
| Haltepunkt / Haltestelle · Strecke | 1,9                     | Hst Carolasee (früher Frieden)                                                   | Hst Carolasee (früher Frieden)                                                   |
| Strecke · Bahnhof | 3,8                     | Bf Palaisteich (früher Aufbau)                                                   | Bf Palaisteich (früher Aufbau)                                                   |
| Abzweig geradeaus und nach links · Abzweig geradeaus und nach rechts |                         | „Kleine Runde“                                                                   | „Kleine Runde“                                                                   |
| Haltepunkt / Haltestelle · Strecke | 2,7                     | Bk Karcherallee (früher Einheit)                                                 | Bk Karcherallee (früher Einheit)                                                 |
| Strecke nach links · Strecke nach rechts |                         | „Große Runde“                                                                    | „Große Runde“                                                                    |

Die Dresdner Parkeisenbahn ist eine nach BOP betriebene Liliputbahn im Großen Garten in Dresden. Sie wurde 1950 als Kindereisenbahn gegründet und wurde zu Zeiten der Deutschen Demokratischen Republik unter dem Namen Pioniereisenbahn Dresden betrieben.
Wie bei allen einstigen Pioniereisenbahnen üblich, üben bei der Dresdner Parkeisenbahn Kinder und Jugendliche die meisten Tätigkeiten aus. Sie fungieren als Fahrdienstleiter, Aufsicht, Zugmelder (nur am Bf Zoo), Sperre, Zugführer, Schrankenwärter (nur am Bf Carolasee), Zugschaffner und in Ausnahmefällen auch als Bereitschaft. Die Dresdner Parkeisenbahn verkehrt im Sommerhalbjahr von April bis Oktober sowie zu Sonderfahrten im Dezember und beförderte 2023 rund 234.000 Fahrgäste.

## Geschichte

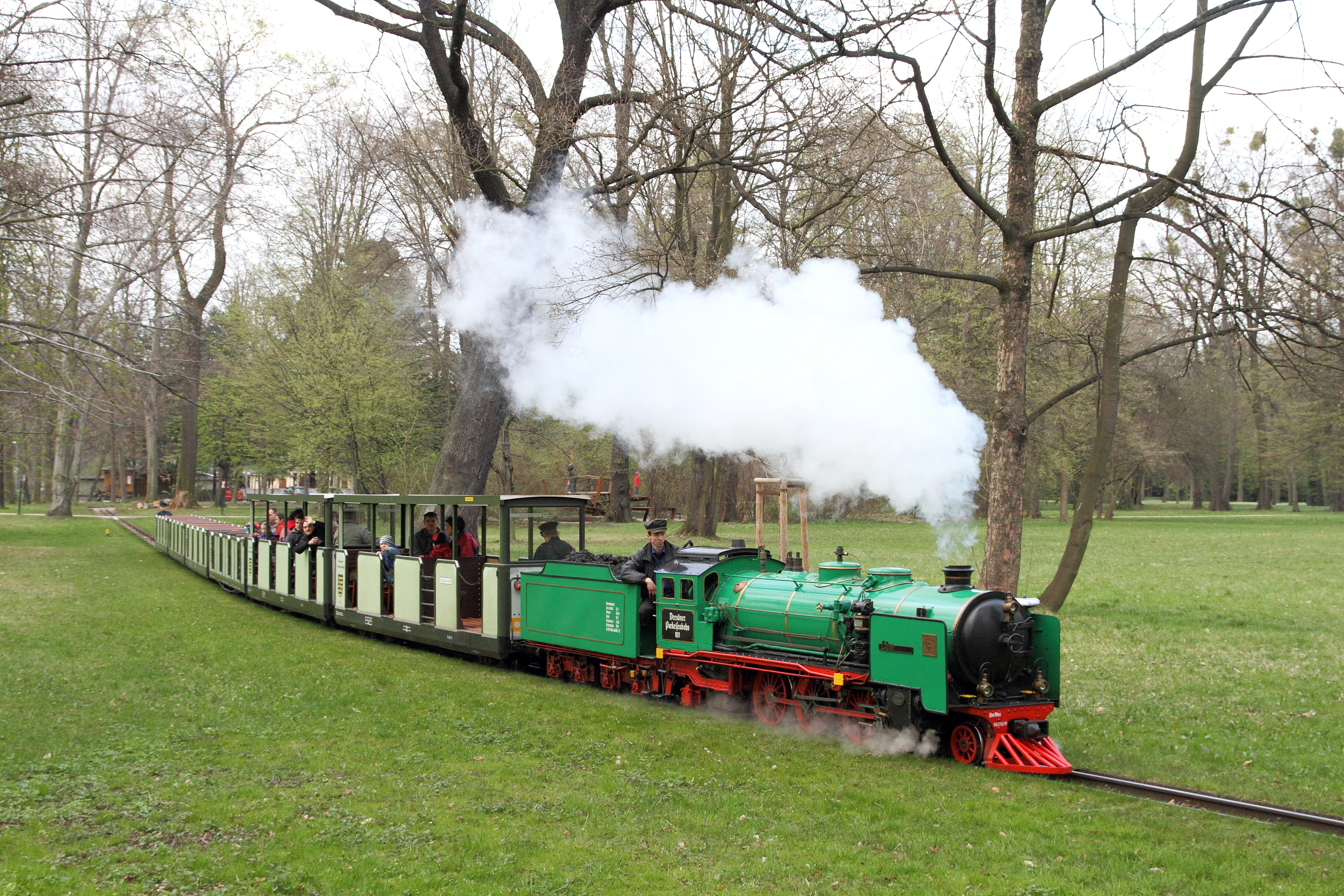
Die noch heute eingesetzten Dampflokomotiven stammen aus dem Jahr 1925

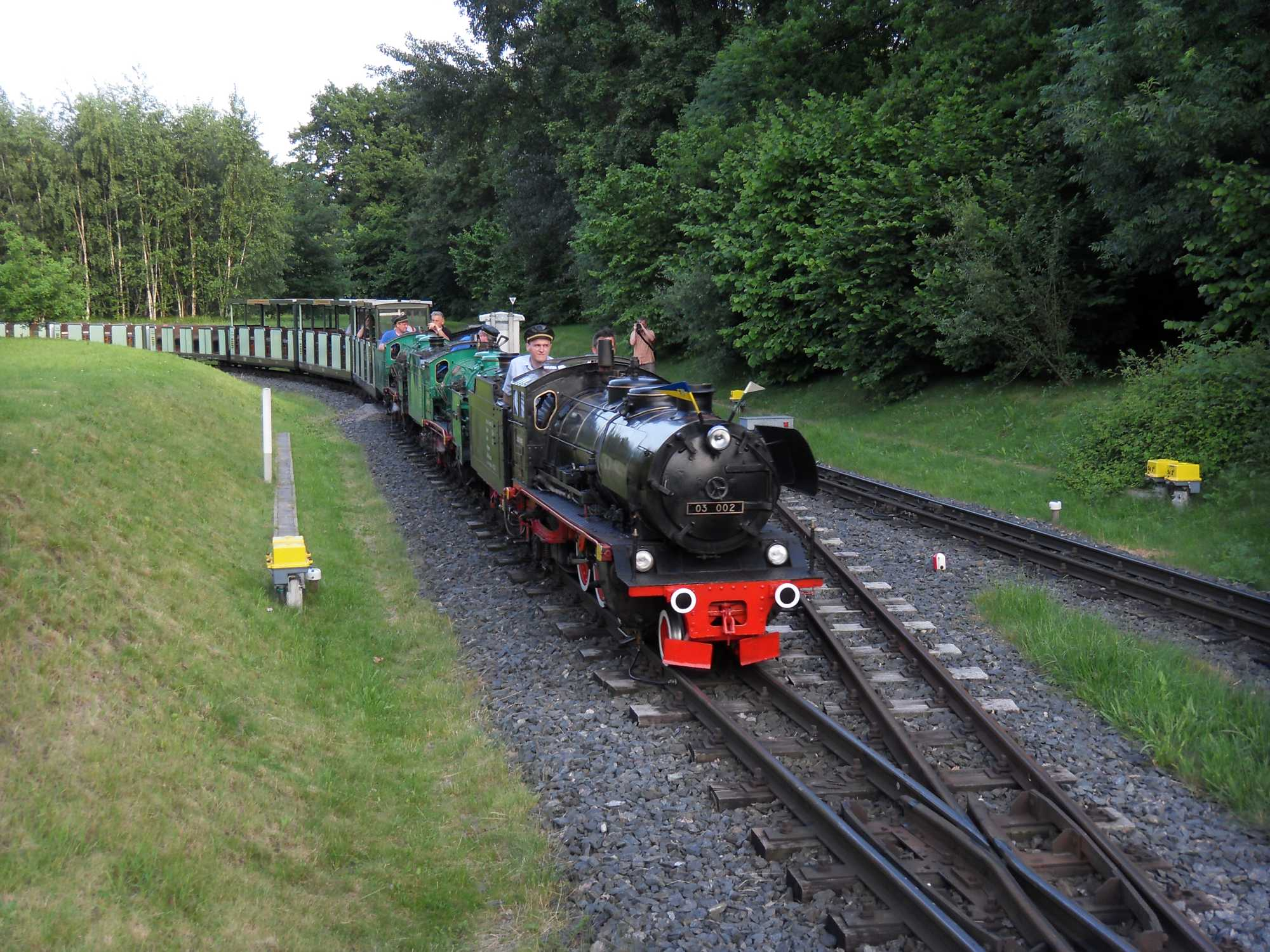
Zum Jubiläum 60 Jahre Dresdner Parkeisenbahn verkehrten drei Dampflokomotiven vor einem Zug

Bereits in den 1930er-Jahren verkehrten die Dampflokomotiven und einige Wagen der heutigen Parkeisenbahn bei Ausstellungen im Großen Garten, beispielsweise während der Internationalen Hygiene-Ausstellung 1930/31. Die Strecke führte unter anderem an dem 1938 abgerissenen Kugelhaus vorbei.
Zum Kindertag am 1. Juni 1950 wurde im Großen Garten eine Kindereisenbahn unter Leitung der Dresdner Verkehrsbetriebe eröffnet, geplant war diese zunächst nur für eine Saison. Die Strecke führte eingleisig vom damaligen Stübelplatz zum Zoo, war 1,3 km lang, hatte in der Mitte eine Ausweiche, einen Tunnel und eine Schranke aus Holz. Sie wurde unter der Mithilfe von Dresdner Einwohnern errichtet. Nur wenige Posten (z. B. Einlass, Signalsteller) waren zu dieser Zeit mit Kindern besetzt. Im Sommer 1950 wurden Lokomotiven und Wagen nach Erfurt zur Gartenschau ausgeliehen, bis sie nachfolgend im Herbst für wenige Wochen wieder in Dresden fuhr und die Strecke danach wieder abgebaut werden sollte.
Die Bahn hatte in der Bevölkerung große Unterstützung. Allerdings waren es die Freundschaftsratsvorsitzenden dreier Dresdner Schulen sowie zwei FDJ-Funktionäre, die nach Berlin zu Walter Ulbricht fuhren, um ihm die Idee einer „Pioniereisenbahn“ vorzustellen. Dieser ließ sich von den Kindern überzeugen und so wurde auf seine Weisung beschlossen, die Bahn dauerhaft in Dresden zu behalten.
Sie wurde in Pioniereisenbahn Dresden umbenannt und am 1. Mai 1951 fand die Eröffnung der zweiten Fahrsaison statt. Die Strecke wurde zunächst auf 4,4 km und um die Bahnhöfe Carolasee und Palaisteich erweitert, im Sommer desselben Jahres erfolgte die Übergabe eines weiteren 1,2 km langen Abschnittes und des Bahnhofes Karcherallee. Die Pioniereisenbahn beförderte im ersten Betriebsjahr zirka 295.000 Personen. Verwaltungsmäßig unterstand die Einrichtung dem Pionierpalast Dresden, mit einer Unterabteilung Pioniereisenbahn. Die Betriebsführung oblag nun der Deutschen Reichsbahn (DR), Direktion Dresden. Patenbetrieb war der Bahnhof Dresden-Neustadt. Dieser stellte für die Saison Betriebsdiensteisenbahner. Wegen Personalmangel wurde später bis Sommer 1990 das Saisonpersonal vom Dresdner Hauptbahnhof abgeordnet. Die Lokführer wurden bis Ende 1992 ebenfalls von der Deutschen Reichsbahn gestellt.
1962 wurde ein neuer, dritter Zug mit einer Akkumulatorlokomotive in Dienst gestellt. Im folgenden Jahr wurden erstmals über eine halbe Million Fahrgäste befördert. Am 1. April 1966 fand die Übergabe des neuen Bahnhofsgebäudes Zoo statt und ein Jahr später erhielt dieser Bahnhof ein zusätzliches Bahnhofsdach. 1982 wurde ein vierter Zug mit einer weiteren Akkumulatorlokomotive in Dienst gestellt. Im Winter 1988 zu 1989 verlegte man das Streckengleis Fučíkplatz – Zoo, das sich bis dahin erhöht auf dem sogenannten Zooberg befunden hatte, ebenerdig neu.
Infolge des deutschen Wiedervereinigung und der damit verbundenen veränderten politischen Rahmenbedingungen wurde die Bahn 1990 von Pioniereisenbahn Dresden in Dresdner Parkeisenbahn umbenannt. Da über 90 % der Einrichtung auf dem Gelände des Großen Gartens liegt, übernahm der Freistaat Sachsen 1993 die Rechtsträgerschaft. Seither wird die Parkeisenbahn – wie auch der Rest des Großen Gartens – von den Staatlichen Schlössern, Burgen und Gärten Sachsen verwaltet und betrieben. Gleichzeitig wurde eine neue Dienstbekleidung eingeführt. Aufsichtsbehörde war und blieb der Beauftragte für Bahnaufsicht des Bezirks Dresden/Freistaat Sachsen.
In den folgenden Jahren ließen die Fahrgastzahlen nach und die Bahn musste Einschnitte hinnehmen. So fahren die Dampflokomotiven, die früher täglich im Einsatz waren, nur noch freitags und am Wochenende. Seit 1996 sind bei schlechter Witterung oder in den Adventsfahrten vier in England gefertigte geschlossene Wagen im Einsatz.

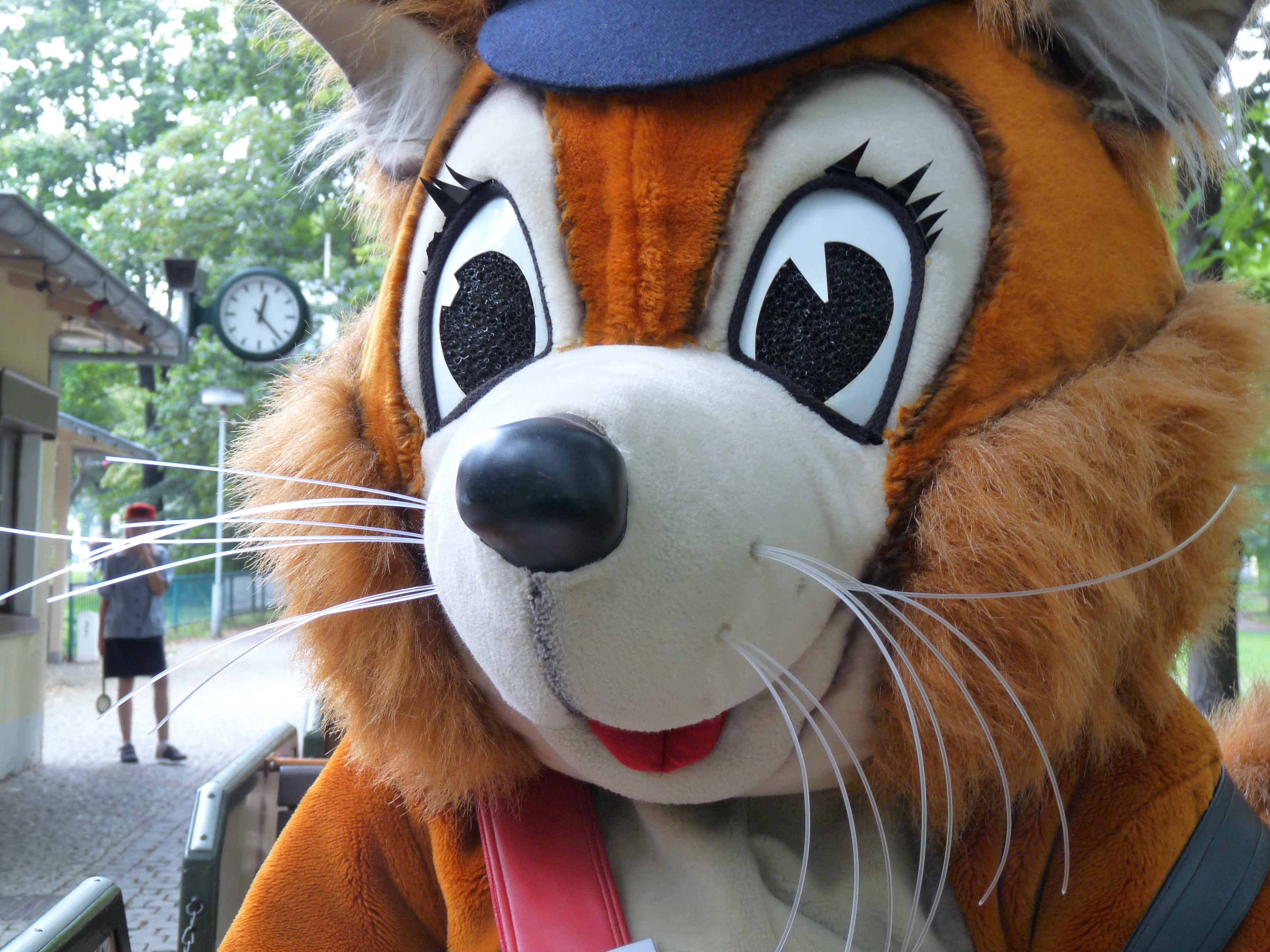
Das Maskottchen Parkolino

Seit dem 12. Juli 1998 gibt es das Eichhörnchen Parkolino, welches vor allem für die jüngeren Besucher der Bahn als Maskottchen auftritt.
Mit dem Bau der Gläsernen Manufaktur des Volkswagenkonzerns am Straßburger Platz musste auch der ursprüngliche Endpunkt aufgegeben werden. Der neue Bahnhof Hauptbahnhof an der Gläsernen Manufaktur (früher: Am Strassburger Platz) wurde vertragsgemäß auf Kosten von Volkswagen als moderner, zum Stil der Gläsernen Manufaktur passender Bahnhof errichtet, wobei es einige Ungereimtheiten im Ablauf der Baumaßnahmen gab. Eröffnet wurde er im Jahr 2000. Die zugehörige Gleisschleife wurde allerdings erst im darauffolgenden Jahr fertiggestellt, 2006 wurden die Bahnsteige des Bahnhofes gepflastert und mit einer Signalanlage ausgestattet.
Im Jahr 2008 wurde der Bahnsteig des Bahnhofes Karcherallee gepflastert und der Höhe der Wagen angepasst, um ein leichteres Ein- und Aussteigen zu ermöglichen. Im Jahr 2010 wurde der 60. Jahrestag der Gründung der Parkeisenbahn mit einer Festwoche begangen. Diese fand vom 1. Juni bis zum 6. Juni 2010 statt. Dabei verkehrte auch eine Gastlok der Leipziger Parkeisenbahn im Großen Garten. Zum 60. Jubiläum in Leipzig im darauffolgenden Jahr fuhr eine Dresdner Lok auf der Leipziger Parkeisenbahn um den Auensee. Diese Loktausche wurden in den folgenden Jahren mehrfach wiederholt.

## Streckenbeschreibung

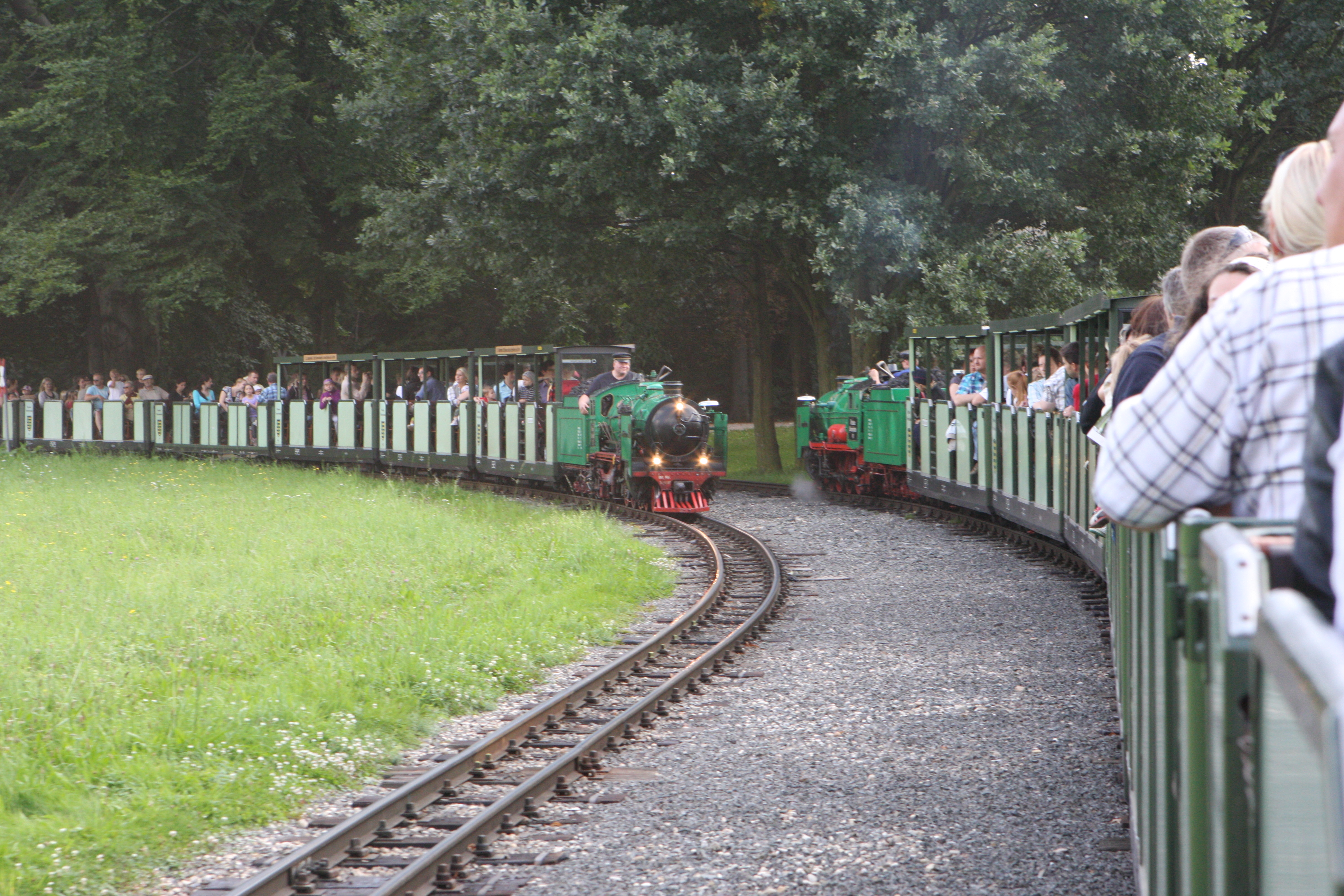
Zugbegegnung auf der zweigleisigen Strecke Zoo – Straßburger Platz

Die Dresdner Parkeisenbahn befährt einen Rundkurs von 5,6 Kilometern Länge im Richtungsbetrieb. Ausgangspunkt für Rundfahrten ist der Bahnhof Straßburger Platz. Abstellanlagen, Lokschuppen und das Bahnbetriebswerk (BW) befinden sich am Bahnhof Zoo; dort ist auch der Sitz der Betriebsleitung.
Die Gesamtgleislänge mit Abstell- und Nebengleisen beträgt 7,2 km. Die Strecke zwischen Zoo und Straßburger Platz ist seit 1968 zweigleisig, um einen reibungslos verlaufenden 3- und 4-Zug-Betrieb zu ermöglichen, auch wenn meistens nur zwei Züge eingesetzt werden. Die übrige Strecke ist eingleisig. Am Bahnhof Carolasee gibt es eine Abzweigung für direkte Fahrten zum Bahnhof Palaisteich, die Fahrten durch die kleine Runde genannt werden. Die kleine Runde wurde 1951, im zweiten Betriebsjahr, vor der Fertigstellung der Strecke Carolasee – Karcherallee – Palaisteich generell planmäßig befahren. Zwischen 1962 und Anfang der siebziger Jahre wurde sie dann planmäßig genutzt, wenn der Fahrbetrieb nur mit zwei gleichzeitig auf der Strecke verkehrenden dampflokbespannten Zügen durchgeführt wurde und für die Dampfloks eine Zwischenbekohlung oder Wasseraufnahme notwendig war. Es war in den „Zwei-Zug-Fahrplan“ zu dieser Zeit eingearbeitet, dass in einem solchen Fall für eine Rundfahrt zur Zeiteinsparung durch den betroffenen Zug die kürzere kleine Runde befahren wurde, die Zugnummern wurden – bei ansonsten laufender Nummerierung – mit einer um 2000 erhöhten Nummer gefahren. Diese Betriebsweise, die es im „Drei-Zug-Betrieb“ von Anfang an nicht gab (er sah dafür von Anfang an entsprechende Fahrzeitverlängerungen vor und der ansonsten starre 12-Minuten-Takt wurde entsprechend angepasst), wurde spätestens Mitte der siebziger Jahre aufgegeben. Hintergrund war, dass die ortsbediente und mit Schlüsselsperre in Abhängigkeit gebrachte Weiche der Abzweigstelle „Bf Carolasee“ sich ca. 150 m vom eigentlichen Aufenthaltsgebäude mit Stellwerk entfernt befindet. Aufgrund der dadurch notwendigen Fußmärsche zur Weichenstellung war das betrieblich nicht zu bewältigen, zumal die „Kleine Runde“ auch von den Fahrgästen weniger angenommen wurde. Für Sonderfahrten sowie als Ausweichstrecke bei Bauarbeiten oder Überschwemmungen am Carolasee erfährt die kleine Runde auch heute noch eine Nutzung. Durch das Hochwasser im August 2002 (Jahrhunderthochwasser der Elbe und ihrer Nebenflüsse, hier des Kaitzbachs) war eine Nutzung dieser Fahrmöglichkeit bis zur Behebung der Schäden einige Jahre lang nicht möglich.
Die Stellwerke sind mit Ausnahme des Bahnhofes Karcherallee – an dem das einzige Signal noch handbedient ist – mit Gleisbildstellpulten ausgerüstet. Eingesetzt werden das Hl-Signalsystem der ehemaligen Deutschen Reichsbahn (DR) aus dem Werk für Signal- und Sicherungstechnik Berlin (WSSB) mit leicht modifizierten Signalschirmen sowie Formsignale. Das Zugmeldeverfahren entspricht dem der DR. Die zulässige Streckenhöchstgeschwindigkeit der Parkeisenbahn beträgt 20 km/h, an vielen Bahnübergängen gibt es Langsamfahrstellen von 5 oder 10 km/h.

## Betriebsstellen
Die fünf Bahnhöfe der Parkeisenbahn trugen vor der Deutschen Wiedervereinigung andere Namen mit symbolischer Bedeutung wie Aufbau (Palaisteich), Freundschaft (Zoo), Frohe Zukunft (Straßburger Platz), Frieden (Carolasee) und Einheit (Karcherallee). Ein Ortsmerkmal wie Carolasee war diesen Namen angefügt. Die heutigen Bahnhofsnamen enthalten nur noch das Ortsmerkmal.
Obwohl die Bahnhöfe Carolasee und Karcherallee eisenbahntechnisch gesehen eine Haltestelle bzw. ein Haltepunkt sind, werden sie in der Öffentlichkeit Bahnhöfe genannt.
Bahnhof Straßburger Platz
Der Bahnhof Straßburger Platz ist Ausgangsbahnhof für die meisten Fahrgäste, da er mit vielen öffentlichen Verkehrsmitteln zu erreichen ist und in der Nähe viele Parkplätze existieren. Die Strecke führt zweigleisig zum Bahnhof Zoo. Der Name des Bahnhofes lautete bis 1990 Frohe Zukunft (Fučíkplatz), von 1990 bis 1999 Straßburger Platz, von 2000 bis 2010 Am Straßburger Platz und von 2010 bis 2025 Hauptbahnhof an der Gläsernen Manufaktur. Im Zuge des 75-jährigen Jubiläums der Parkeisenbahn wurde er wieder zu Straßburger Platz umbenannt.
1999 musste das bisherige Bahnhofsgebäude am Straßburger Platz (bis 1990: Fučíkplatz) für den Bau der Gläsernen Manufaktur von VW abgerissen werden. Als Ersatz wurde im Jahr 2000 ein neues, im modernen Stil der Gläsernen Manufaktur konzipiertes Bahnhofsgebäude an anderer Stelle eröffnet und die Strecke neu trassiert angepasst. Da der Bahnhof um einige hundert Meter vom Straßburger Platz in Richtung Lennéplatz verlegt wurde, änderte man den Namen des Bahnhofes von Straßburger Platz in Am Straßburger Platz. Für die Zeit zwischen dem Abriss des alten und dem Bau des neuen Bahnhofsgebäudes wurde der ehemalige Schrankenposten als Haltepunkt Straßburger Platz genutzt. Da eine Wendeschleife nicht vorhanden war, fuhren die Züge auf der Strecke Zoo – Straßburger Platz mit einer Lokomotive an jedem Ende. Nach der Fertigstellung des Bahnhofsgebäudes musste dieser Betrieb für ein Jahr fortgesetzt werden, da die Wendeschleife erst 2001 fertiggestellt wurde. Der Bahnhof erhielt vorerst ein provisorisches, handbedientes Formsignal, welches als Blocksignal diente und heute vor dem Bahnhof steht. Die zwei vorhandenen Weichen wurden im Regelbetrieb nicht genutzt. 2005 wurden zunächst zwei Lichtsignale an der Einfahrt des Bahnhofes und am Ende des Bahnsteiges 2 aufgestellt, im Sommer 2006 wurde schließlich die endgültige Signalanlage installiert. Die sieben Lichtsignale werden durch ein Gleisbildpult bedient, und sind seit den Nikolausfahrten 2006 im Betrieb. Die zwei Weichen wurden vor der Saison 2008 mit elektrischem Antrieb ausgerüstet. Einen Streckenblock gibt es wie bei der gesamten Parkeisenbahn nicht, die Sicherung der Zugfahrten erfolgt über Zugmeldungen. Um bei Personalmangel und vormittags in der Woche einen Betrieb mit möglichst wenig Personal zu ermöglichen, ist Kennlichtbetrieb vorgesehen. Zugmeldungen entfallen bei diesem Verfahren, weil der Bahnhof Zoo als vorhergehender und folgender Bahnhof die Sicherung der Strecke übernimmt.
Bahnhof Zoo 

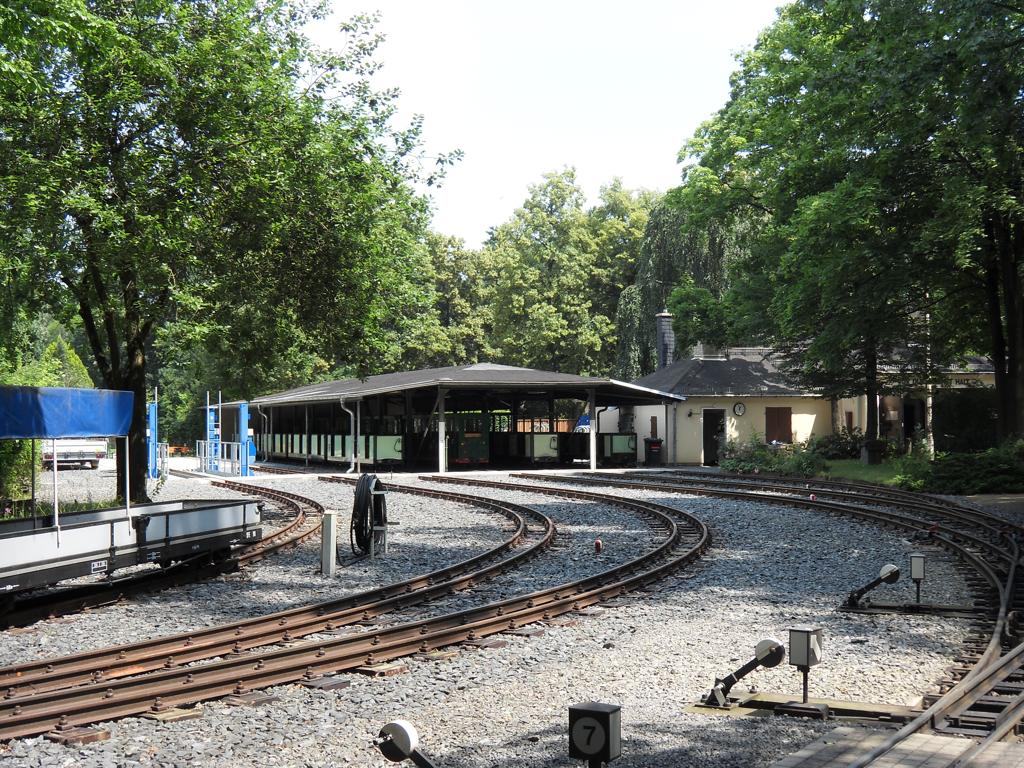
Wagenhalle am Bahnhof Zoo

Der Bahnhof Zoo ist der betriebstechnisch wichtigste Bahnhof der Strecke. Er liegt am Hintereingang des Dresdner Zoos und an der zweigleisigen Strecke Zoo – Straßburger Platz sowie an den Strecken Zoo – Carolasee und Palaisteich – Zoo. Vor der Deutschen Wiedervereinigung hieß der Bahnhof Freundschaft am Zoo. Der Bahnhof ist Sitz der Betriebsleitung der Parkeisenbahn und beherbergt Abstellgleise für die Wagen sowie einen Lokschuppen, in dem sich auch die Ladevorrichtungen für die beiden EA-Lokomotiven befinden. Es existieren zwei elektrisch ferngesteuerte und 15 ortsbediente Weichen. Die Schlüssel der Weichen werden in einem Schlüsselwerk eingeschlossen, welches die Fahrstraßenschlüssel nur ausschließen lässt, wenn alle Weichen für die jeweilige Fahrstraße richtig stehen. Die Fahrstraßenschlüssel werden dann in eine Schlüsselsperre eingeschlossen, die Signale sowie Rangier- und Ersatzsignale sowie elektrischen Weichen von einem Gleisbildpult gestellt. Des Weiteren gibt es am Bahnhof Zoo einen Festplatz für besondere Veranstaltungen – wie zum Beispiel das durch den Förderverein organisierte Kinderfest – und ein Modellgleis mit einer Weiche, um die Funktionsweise im Rahmen von Führungen demonstrieren zu können.
Haltestelle Carolasee

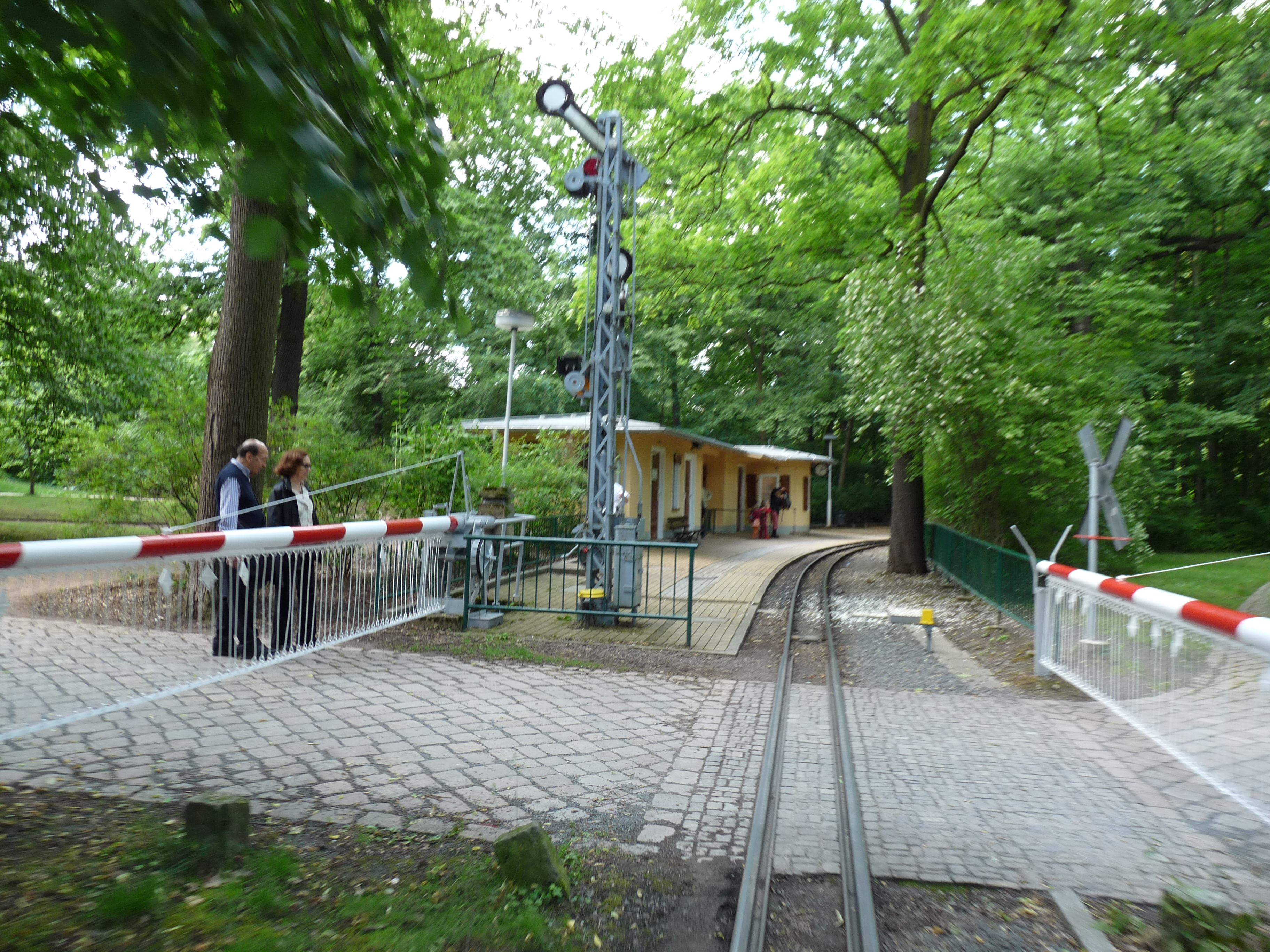
Bf Carolasee

Die Haltestelle Carolasee hieß zu DDR-Zeiten Bahnhof Frieden am Carolasee. Der Bahnhof ist eine Haltestelle, da etwa 200 m hinter der Ausfahrt eine Weiche mit einem Abzweig für direkte Fahrten zum Bahnhof Palaisteich liegt.
Der Bahnhof ist mit einer handbedienten Schranke und einem elektrisch gesteuerten Formhauptsignal und Vorsignal ausgerüstet. Diese werden von einem kleinen Gleisbildpult aus gesteuert. Bei Fahrten zur Blockstelle Karcherallee zeigt das Signal Fahrt (Hp1), bei Fahrten durch die Kleine Runde wird Langsamfahrt (Hp2) angezeigt.
Blockstelle Karcherallee

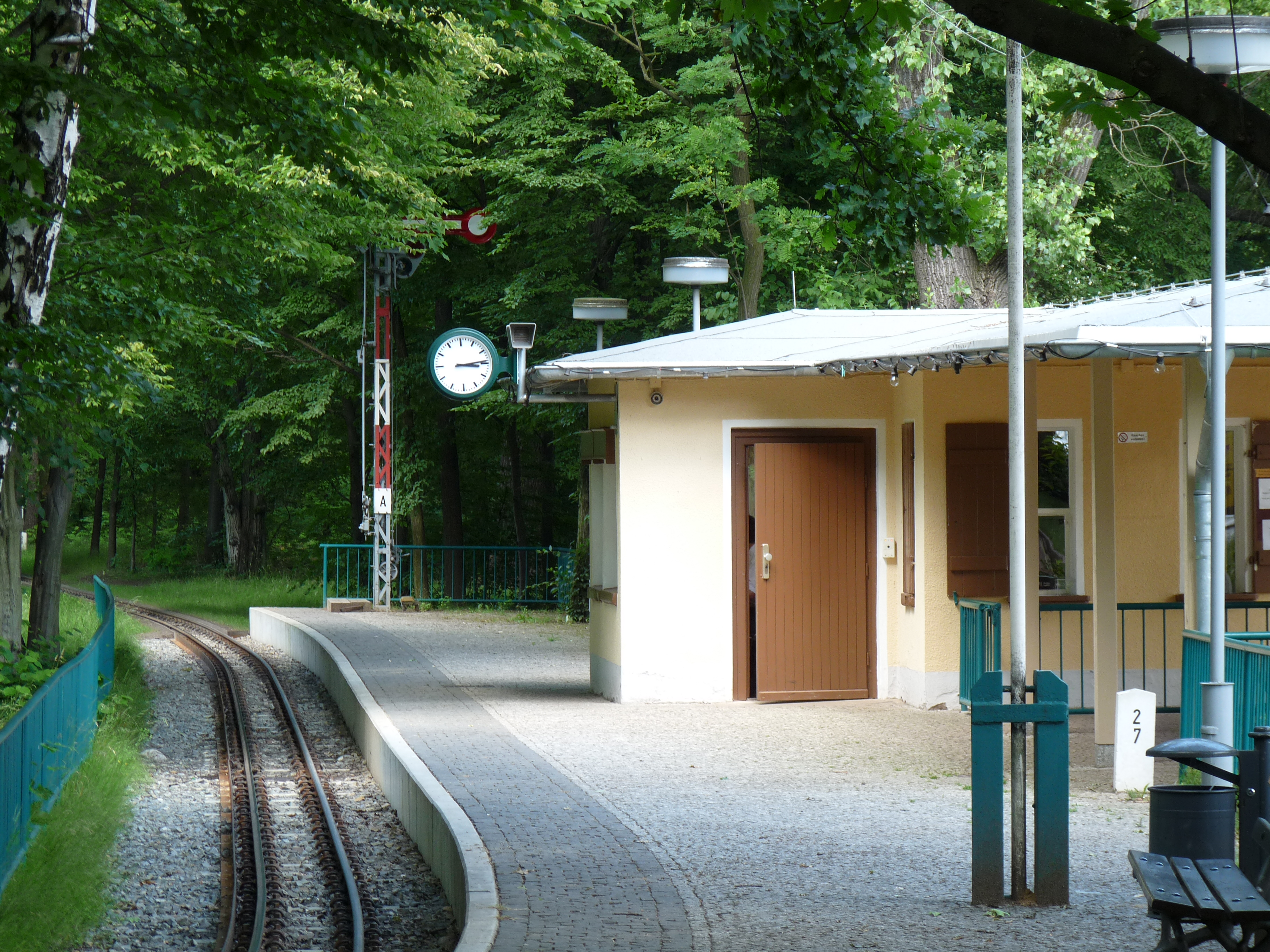
Bf Karcherallee

Die Blockstelle Karcherallee, früher Bahnhof Einheit an der Karcherallee, ist ein Haltepunkt und hat ein relativ geringes Fahrgastaufkommen. Die Sicherungstechnik besteht lediglich aus einem handbedienten Formsignal. Bei unterbrochener Arbeitszeit wird das Stellwerk durchgeschaltet, das Formsignal zeigt ständig Fahrt. Dieser Bahnhof ist erster Einsatzort der jüngsten Parkeisenbahner, da sie dort zunächst die Grundlagen der in der Ausbildung vermittelten Kenntnisse anwenden können.
Bahnhof Palaisteich

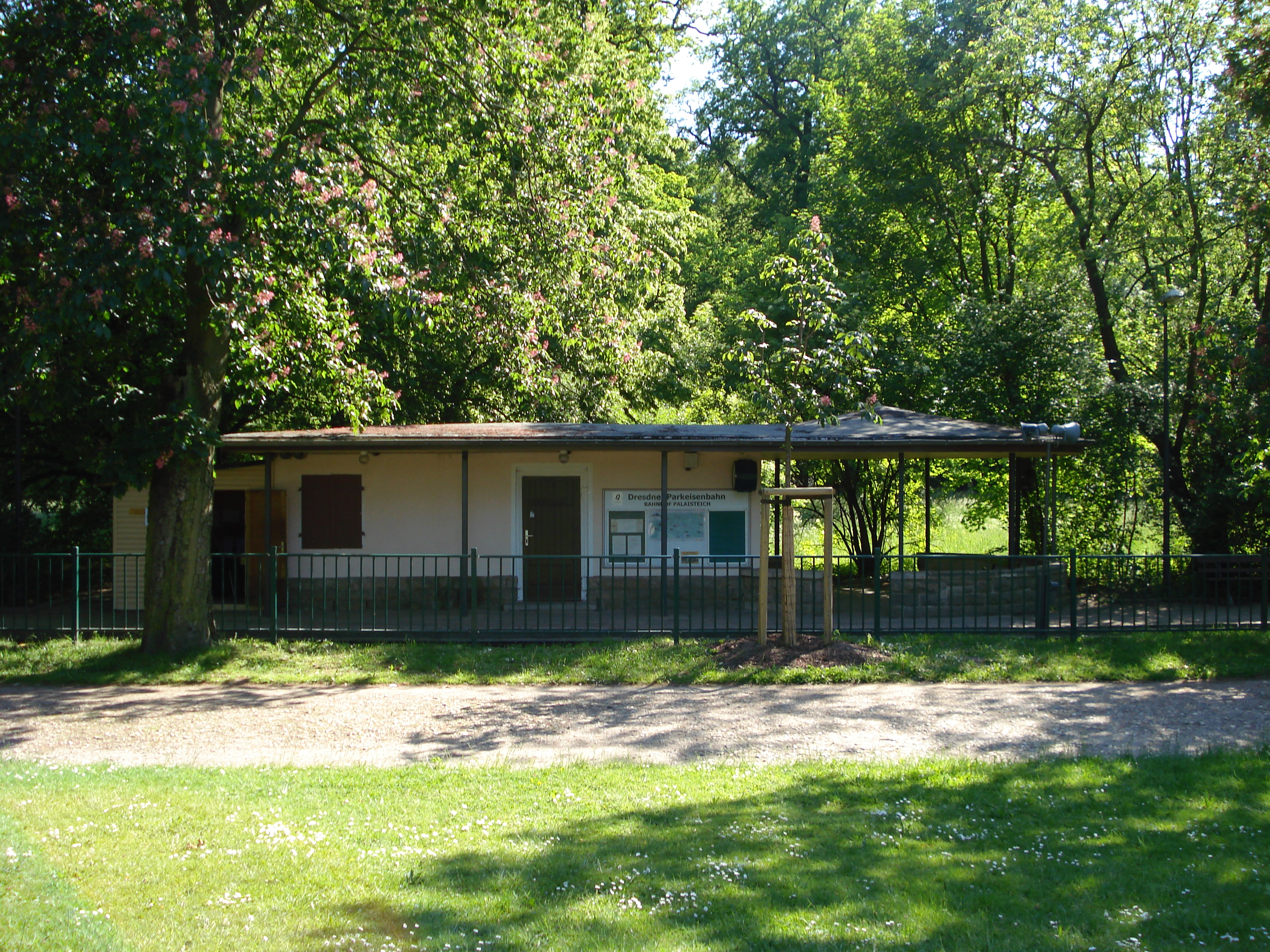
Bf Palaisteich

Auf der Rundfahrt gelangt man danach zum Bahnhof Palaisteich (zu DDR-Zeiten: Aufbau am Palaisteich), der fast in der Mitte des Großen Gartens liegt. Hier treffen die „große“ und die „kleine Runde“ wieder zusammen, was etwas mehr Sicherungstechnik erfordert. Deshalb gibt es eine handbediente Weiche, zwei Einfahrsignale und ein Ausfahrsignal (alles Lichtsignale). Die Signale und Fahrstraßen werden über ein Gleisbildpult im Gebäude bedient, die Weiche wird über Schlüssel gesichert. Die Signalanlage ist vom Bahnhof Zoo aus teilweise fernbedienbar, das heißt, der Bahnhof lässt sich von dort aus aus- bzw. ein- und auf Durchfahrt schalten.
Da das Bahnhofsgebäude wegen Einsturzgefahr nicht genutzt werden konnte, wurde ersatzweise ein Holzhäuschen angebaut. Aufgrund der räumlichen Enge war dieser Bahnhof oft nur mit einer Person besetzt. Seit Anfang September 2009 wurde das alte Bahnhofsgebäude grundlegend renoviert und wird seit Saisonbeginn 2010 wieder genutzt.

## Fahrzeuge

### Lokomotiven
Dampflokomotiven:

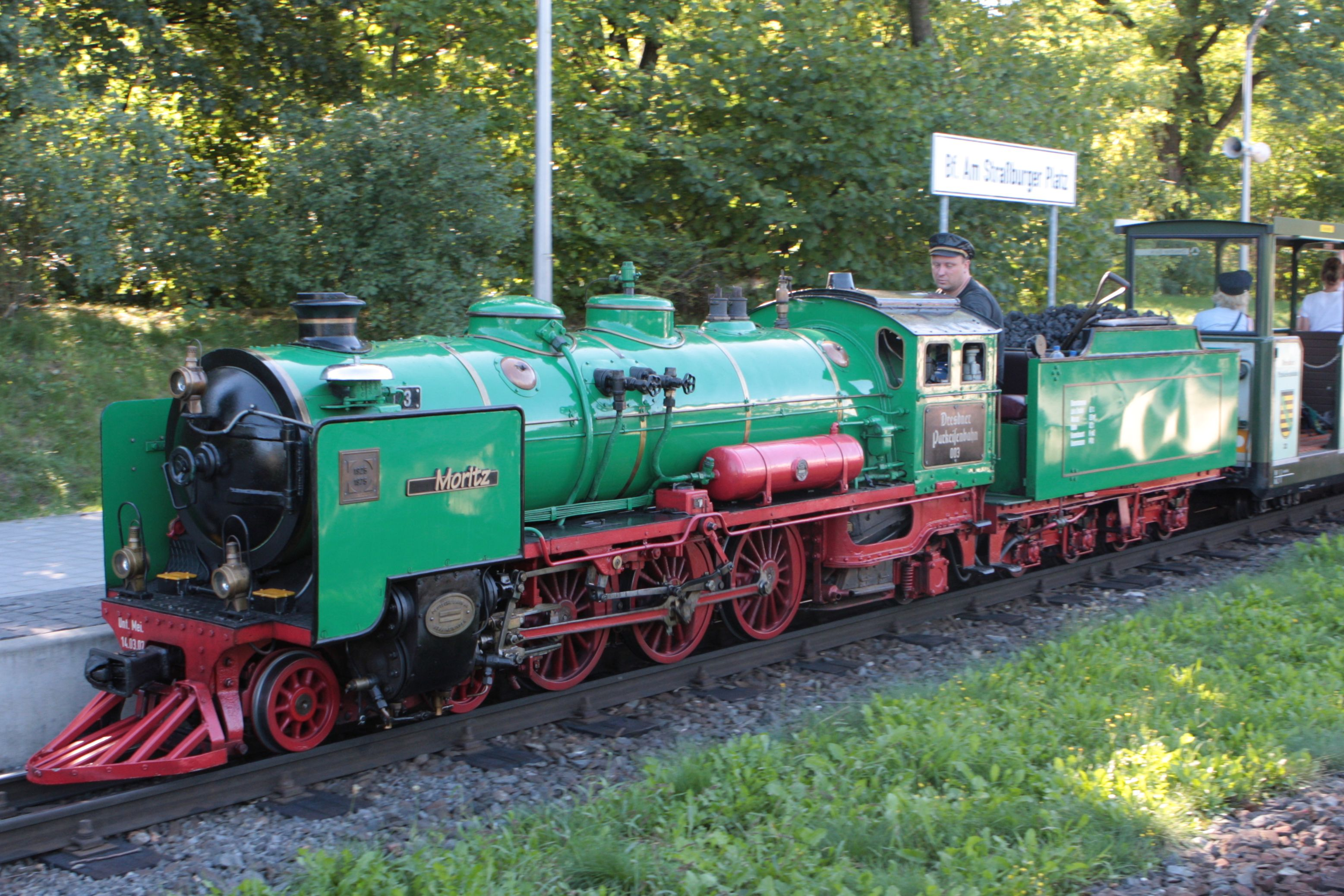
Dampflokomotive 003 „Moritz“

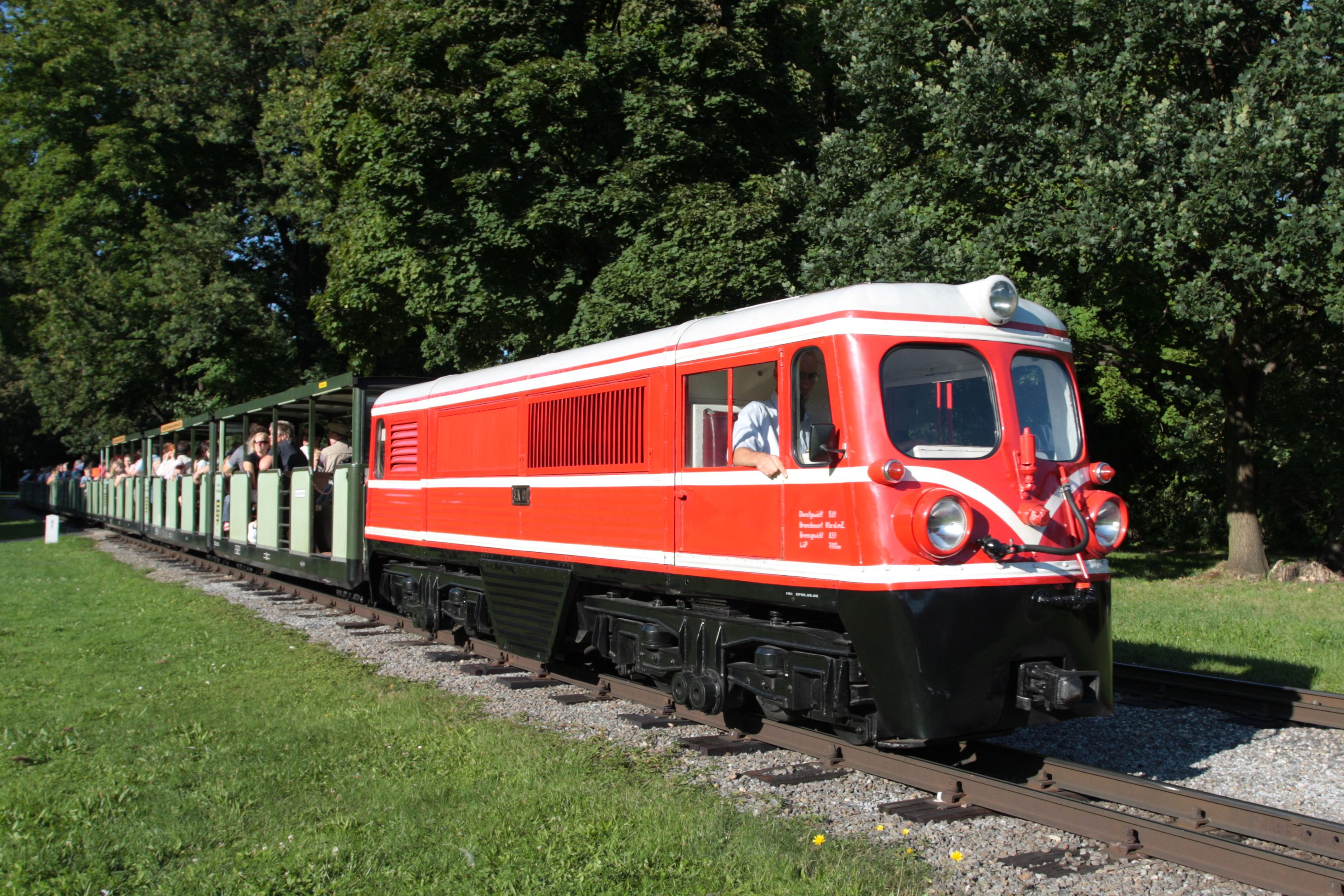
Lokomotive EA01

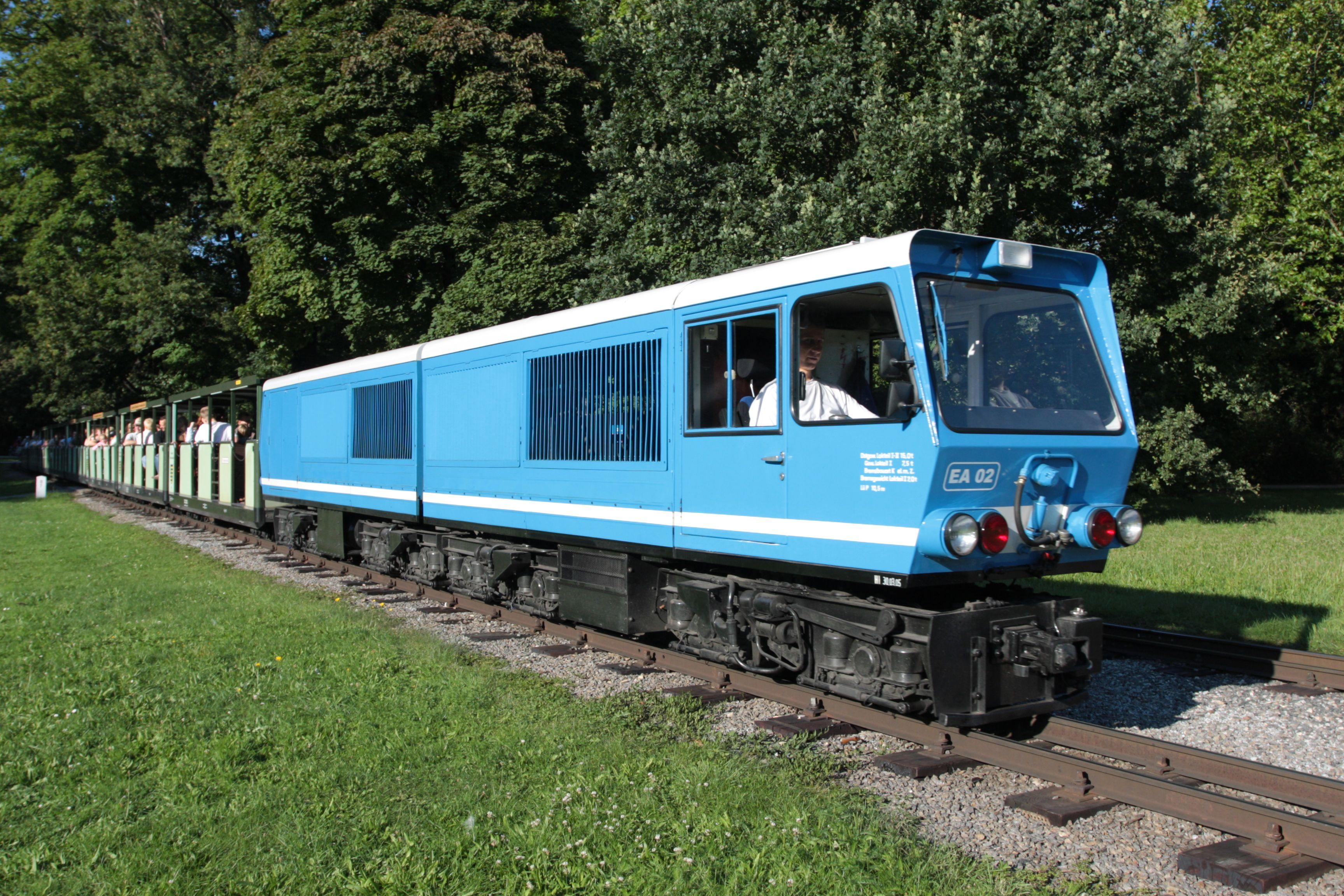
Lokomotive EA02

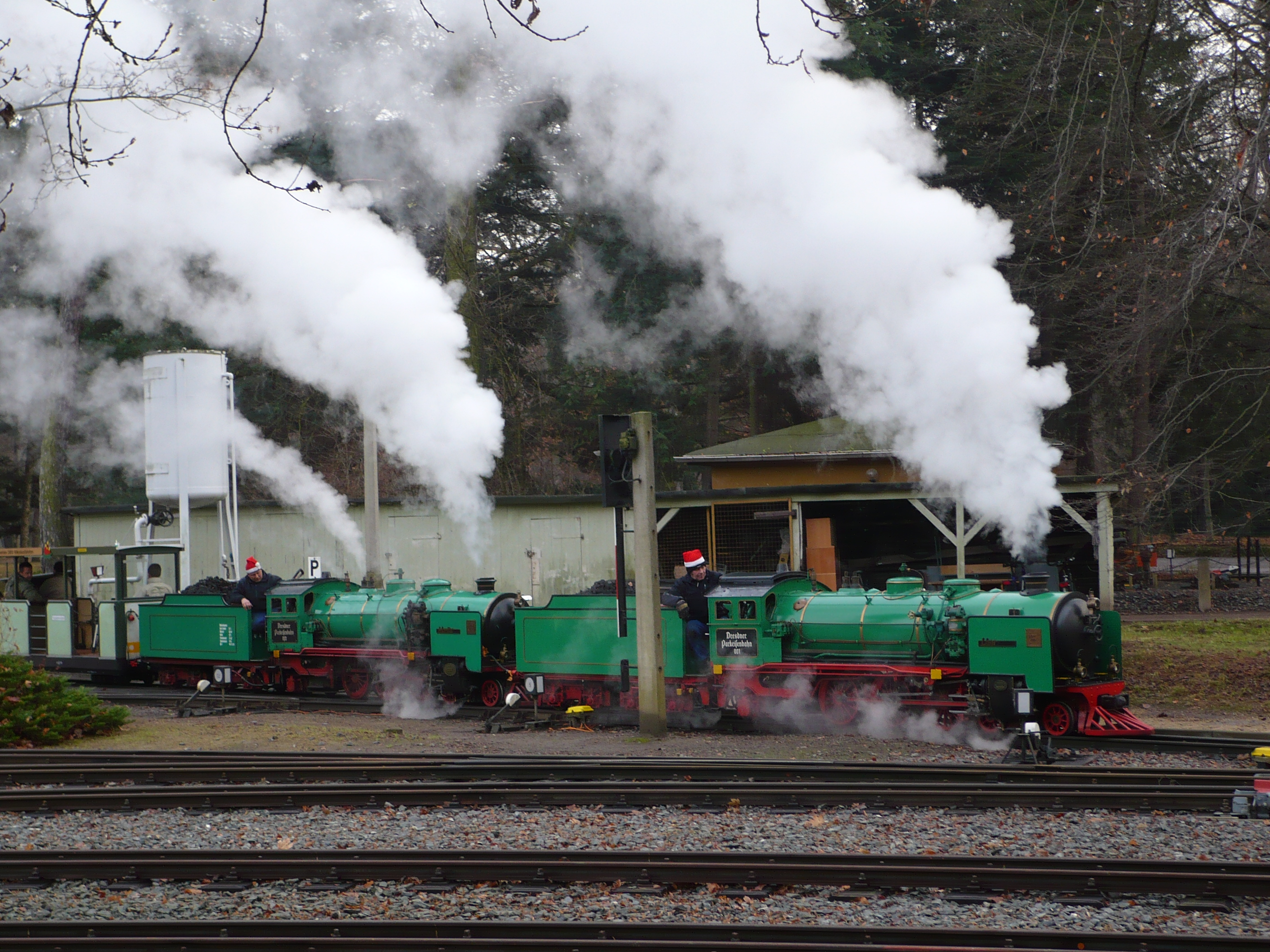
Lisa (rechts) und Moritz, Nikolausfahrten

- Lokomotive 001 Lisa (Fabriknummer 8351)
- Lokomotive 003 Moritz (Fabriknummer 8353)

Die beiden Dampflokomotiven der Dresdner Parkeisenbahn wurden 1925 bei Krauss-Maffei in München gebaut. Lokomotiven der gleichen Baureihe sind in Leipzig (Nr. 002), bei der Killesbergbahn Stuttgart und der Liliputbahn im Wiener Prater im Einsatz.
Die Lokomotiven waren zusammen mit der heute in Leipzig fahrenden Lok bereits in den 1930er-Jahren zu Ausstellungen in Dresden im Einsatz und während des Zweiten Weltkriegs in Cunnersdorf bei Kamenz untergebracht.
Akkumulatorlokomotiven:
Die zwei Elektroakkulokomotiven wurden an der TU Dresden entworfen und im RAW Dresden gebaut. Sie werden durch Elektromotoren angetrieben, die durch Akkumulatoren gespeist werden. Die Akkus werden in der Nacht geladen, die gespeicherte elektrische Energie reicht für einen gesamten Betriebstag aus.
- EA01 (Baujahr 1962)
Die Lokomotive EA 01 wurde zusammen mit Wagen für einen dritten Zug an die damalige Pioniereisenbahn übergeben. Ursprünglich war sie mit zwei Führerständen ausgestattet, der zweite davon wurde allerdings nach kurzer Zeit zurückgebaut und nimmt heute zusätzliche Technik auf.
- EA02 (Baujahr 1982)
Die zweite Elektroakkulokomotive besteht aus zwei Lokteilen. Ursprünglich rot lackiert erhielt sie während der letzten Hauptuntersuchung eine blaue Farbgebung.

### Wagen
- 19 offene Personenwagen
- 12 überdachte Personenwagen, davon 3 mit Traglastenabteil
- 4 geschlossene Personenwagen, gebaut 1996 durch die Bure Valley Railway in England[13]
- 3 Güterwagen
  - Transportwagen für Rollstühle
  - Batteriewagen für die Zugheizung an den geschlossenen Wagen
  - Transportwagen für Bauarbeiten

### Nebenfahrzeuge
- 2 Kleinwagen
- Schienenmoped
- Muldenkipper
- Schneepflug (Einsatz bei Adventsfahrten)

## Parkeisenbahner

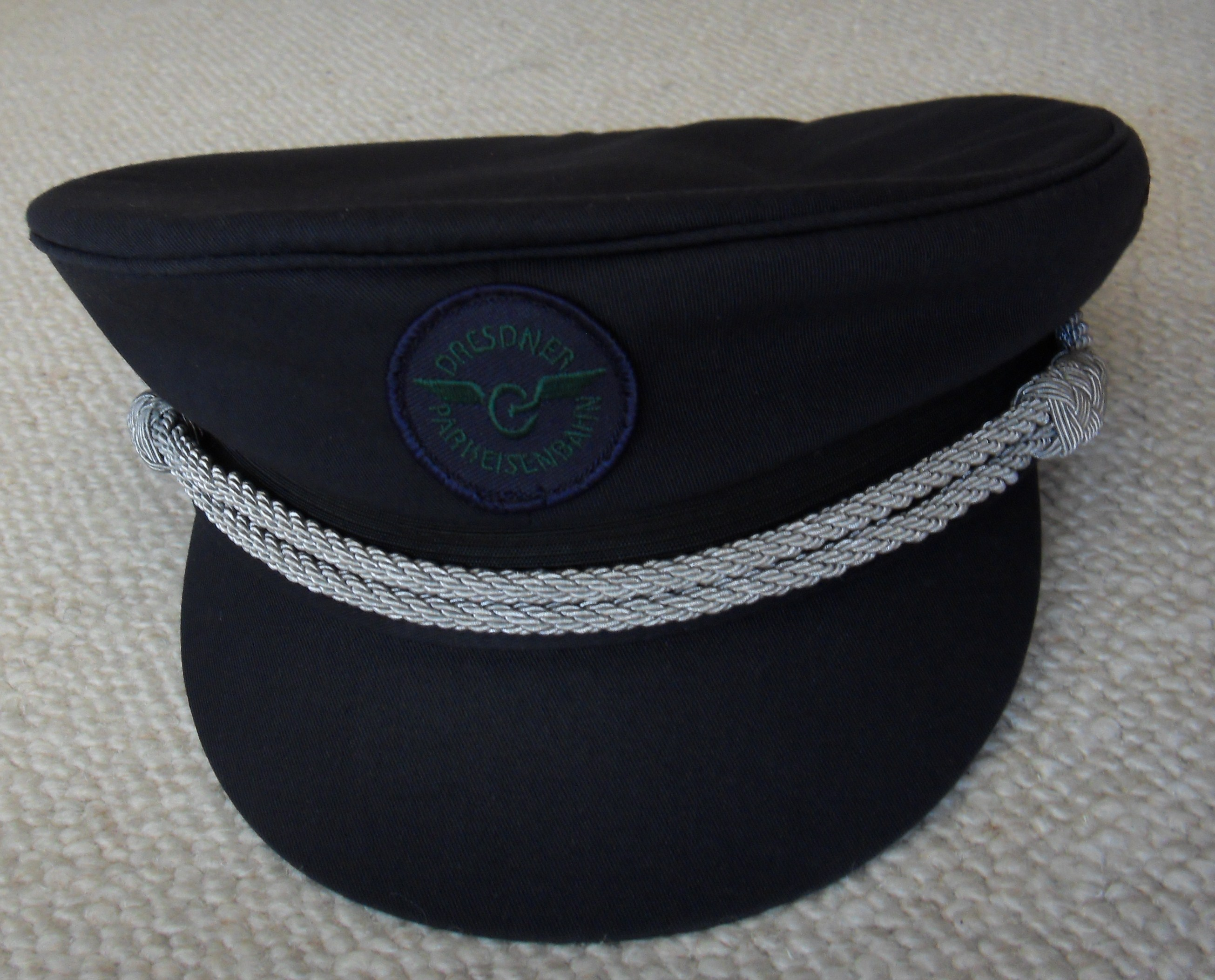
Dienstmütze eines Assistenten mit silberner Mützenkordel

Seit 1951 wird der größte Teil der Dienstposten durch Kinder und Jugendliche besetzt. Schüler aus Dresden und Umgebung können sich anmelden, wenn sie in der vierten oder fünften Klasse sind und werden im Winter zu Parkeisenbahnern ausgebildet.
Nach bestandener Personalprüfung leisten sie während der Fahrsaison zirka einmal in der Woche – meist nach der Schule – ehrenamtlich Dienst.
In jedem Winterhalbjahr werden die Parkeisenbahner weitergebildet. Die Ausbildung bereitet die Parkeisenbahner auf ihren Einsatz als Fahrdienstleiter, Aufsicht, Sperre, Schrankenposten sowie Zugbegleiter vor. Sie lernen Zugmeldungen durchzuführen, Signale und Weichen zu stellen, Fahrkarten zu kontrollieren und Züge abzufertigen. Auch erlangen sie anderes Wissen zum Eisenbahnbetrieb.
Ältere Parkeisenbahner können sich zur Ausbildung zum Assistenten bewerben. Nach der Ausbildung werden sie als Leiter einer Dienstschicht und Fahrkartenverkäufer eingesetzt und können selbstständig auf den Bahnhöfen Karcherallee und Palaisteich ihren Dienst verrichten.
Vor 1990 hießen die Parkeisenbahner Pioniereisenbahner, die Assistenten Brigadeleiter und statt der Brigadeleiterausbildung gab es die weitere Möglichkeit, als Loktechniker mitzuarbeiten.
Derzeit leisten ca. 193 Kinder als Parkeisenbahner Dienst.

## Förderverein
Der Förderverein Dresdner Parkeisenbahn wurde 1992 gegründet.
Seine Hauptaufgabe ist die Förderung der Parkeisenbahner und von Veranstaltungen. So organisiert der Verein Stände und Attraktionen bei Kinderfesten an der Bahn oder den Kauf von neuen Lokomotiven und Wagen für die Modelleisenbahn.
Des Weiteren werden durch den Förderverein Exkursionen zu anderen Parkeisenbahnen, beispielsweise zur Parkeisenbahn Cottbus und Ferienausflüge, wie ein Ferienlager bei der Parkeisenbahn in Crispendorf oder im Spreewald organisiert. Jährlich findet durch das Vereinsengagement ein Austausch mit der Budapester Kindereisenbahn statt.
Der Förderverein ist seit 2009 Träger der freien Jugendhilfe.